# Agroforesterie
 (avril 2018).

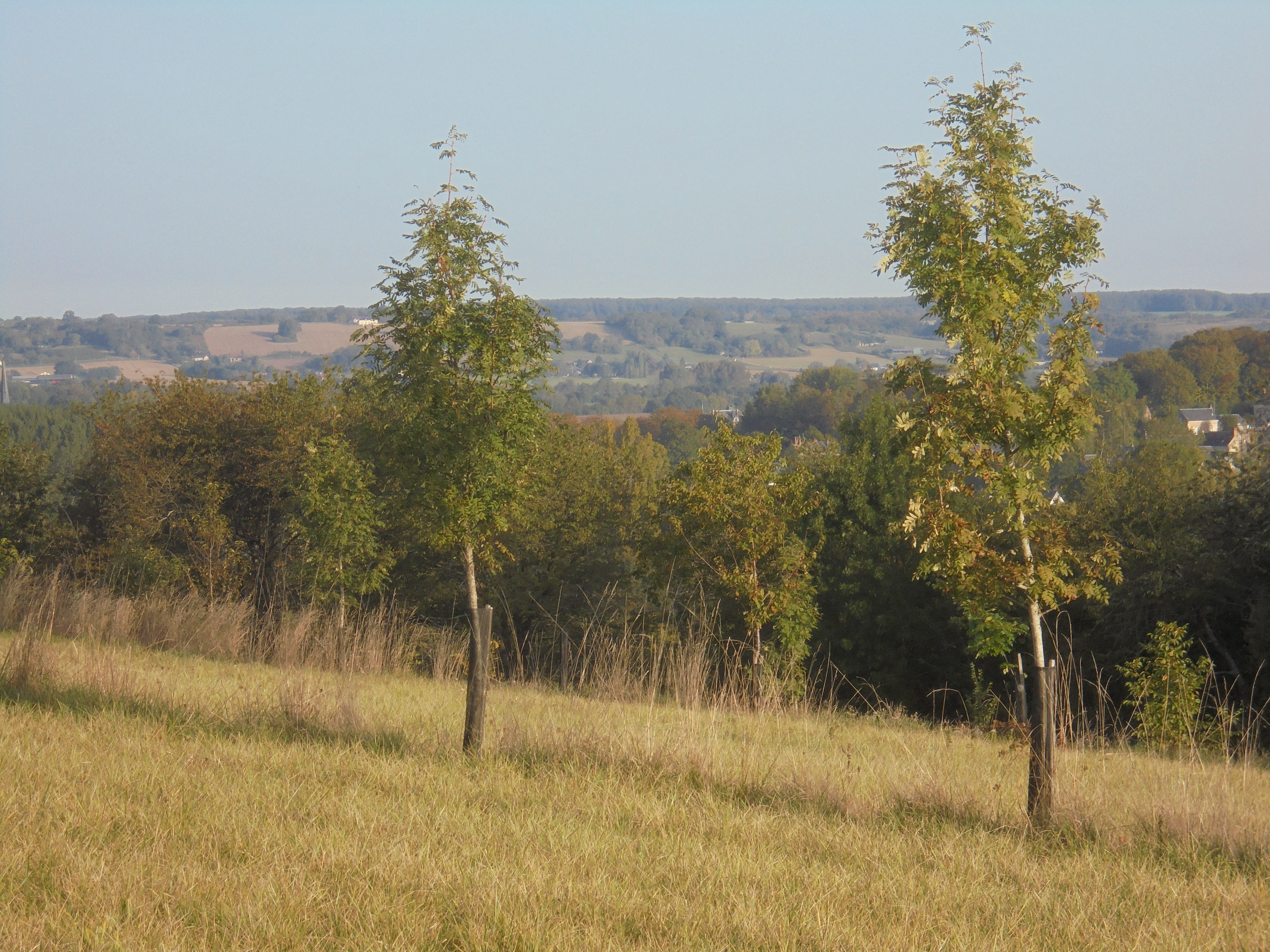
Cormiers sur prairies, Marçon, Sarthe.

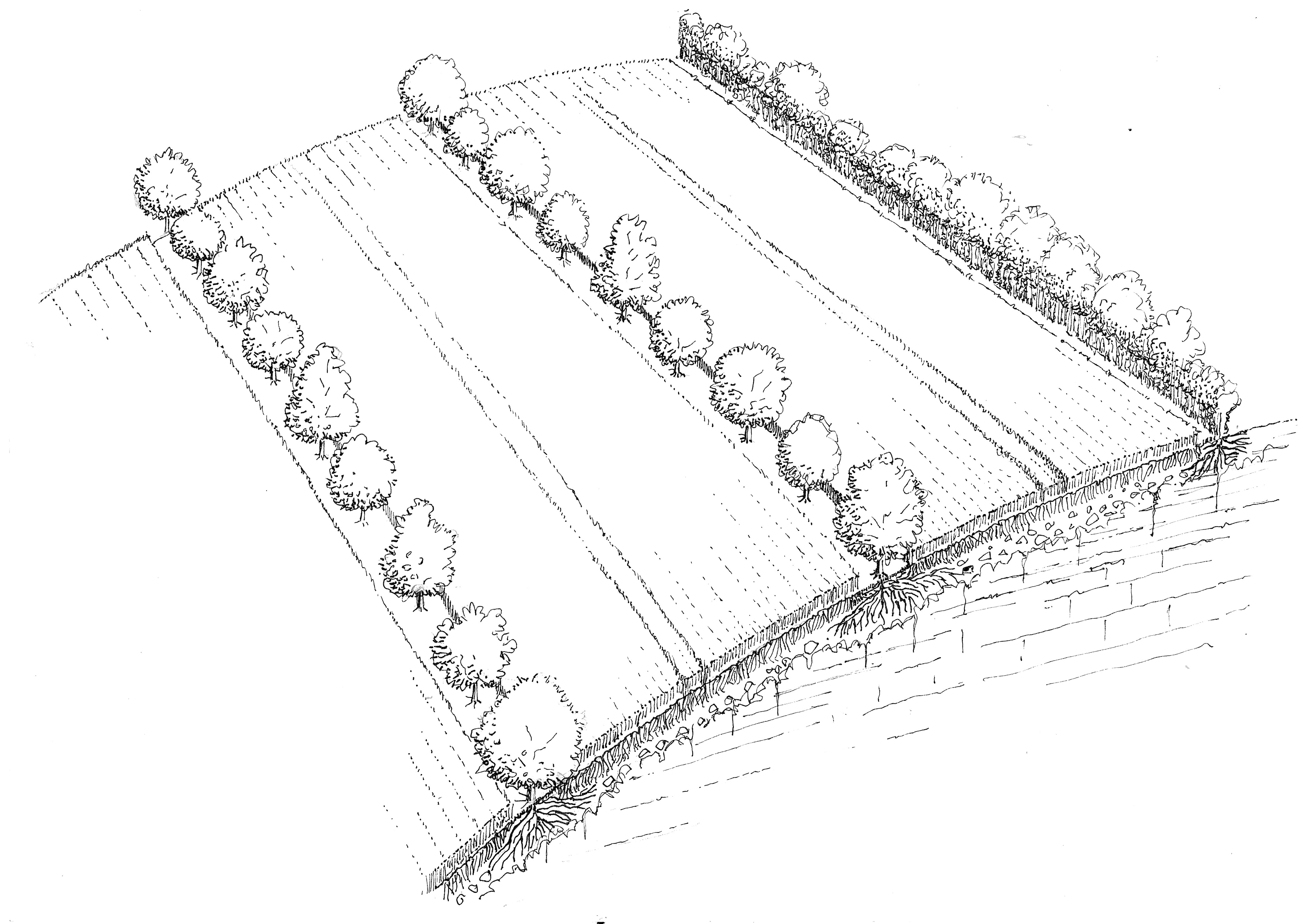
Vue schématique d'un aménagement agroforestier intraparcellaire sur coteau.

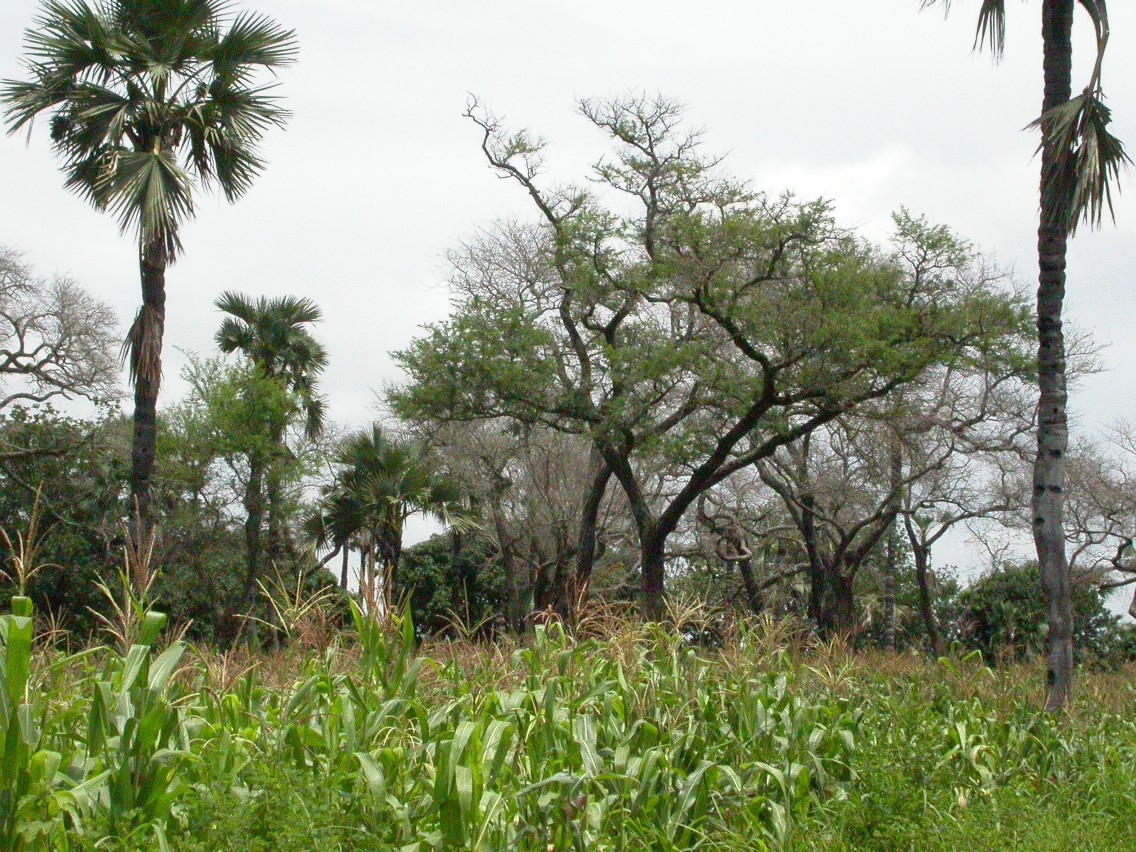
Du sorgho pousse sous des Faidherbia albida et des borasses, près de Banfora au Burkina Faso.

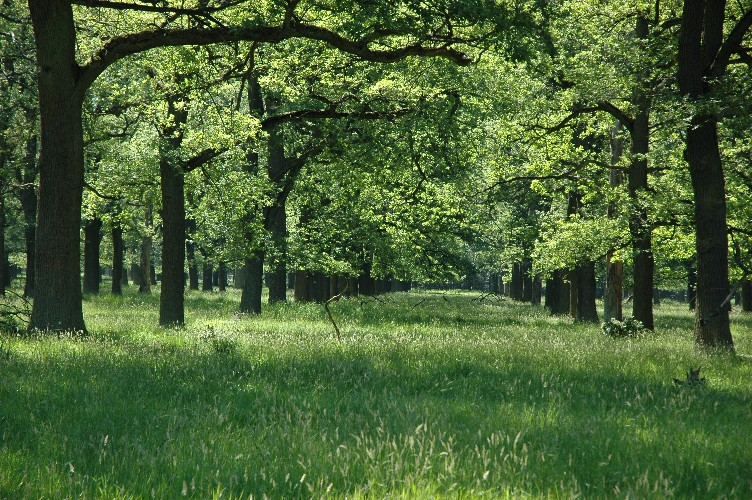
Graminées sous chênes.

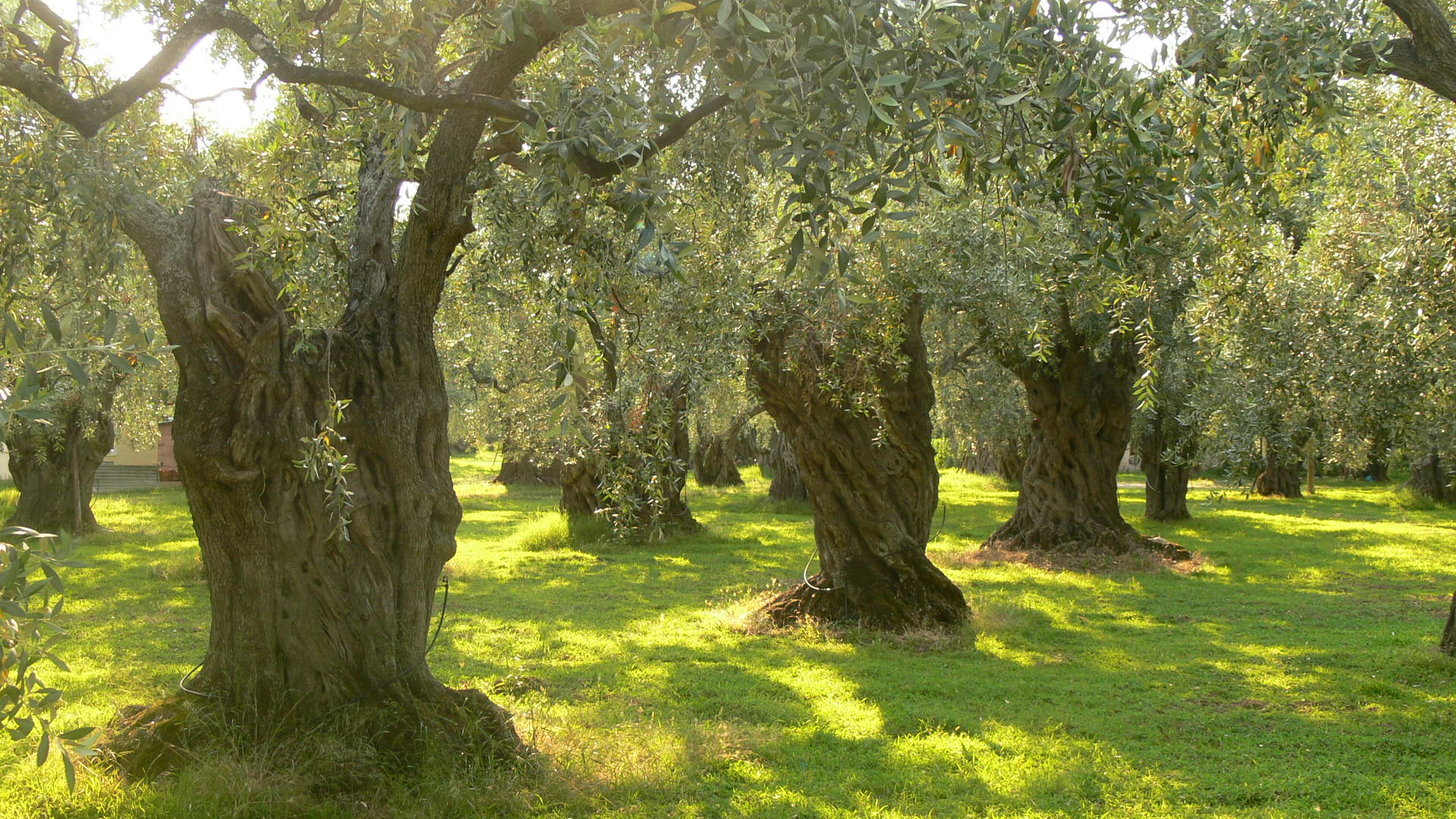
Graminées et herbacées sous oliviers séculaires.

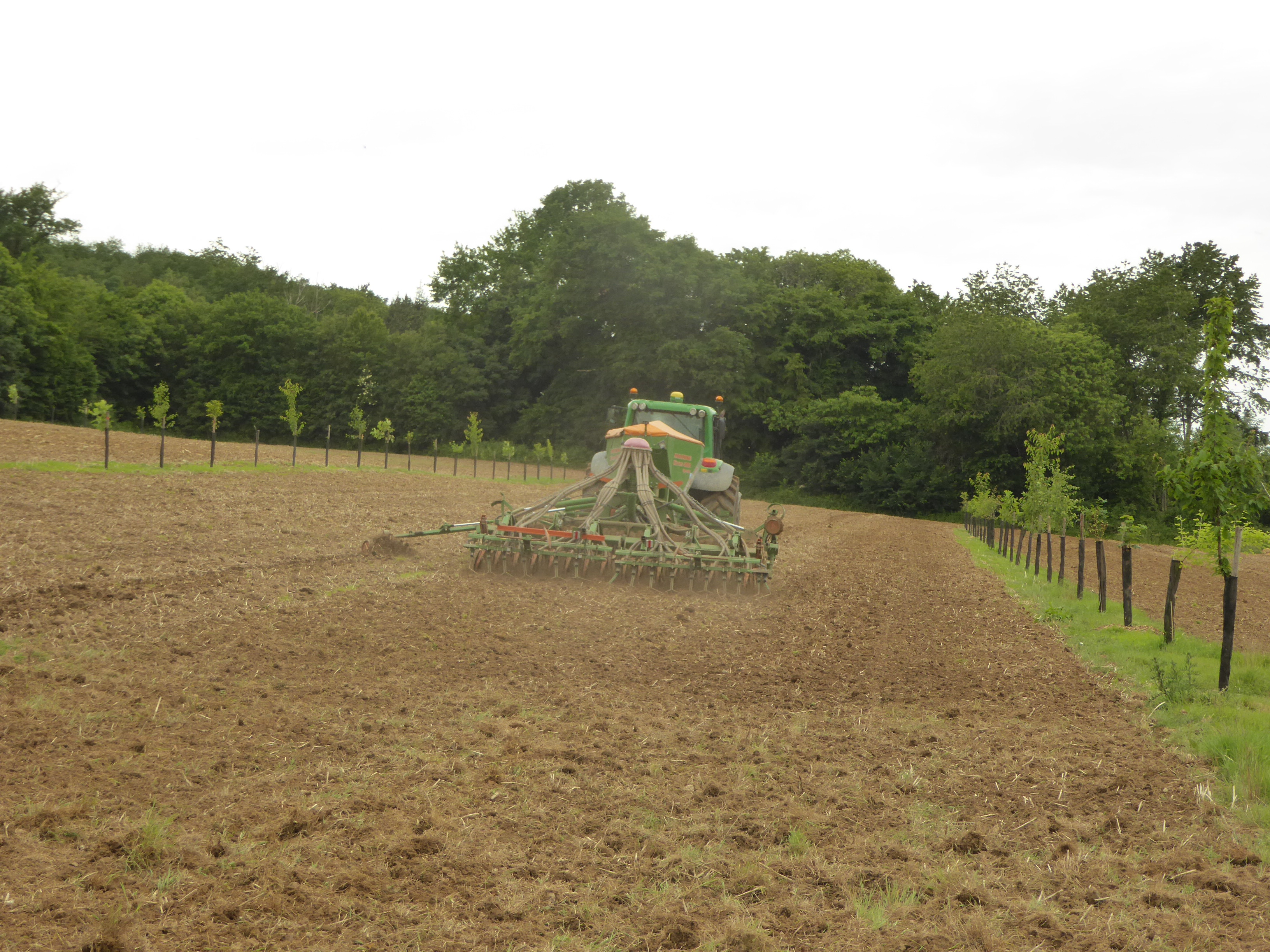
Semis de millet et agroforesterie intra-parcellaire Marçon, Sarthe.

L’agroforesterie est un mode d’exploitation des terres agricoles associant des arbres et des cultures ou de l'élevage afin d'obtenir des produits ou services utiles à l'Homme,. L'association (simultanée ou séquentielle) d'arbres et d'agriculture présente des avantages considérables, notamment dans le domaine de la protection des sols. Il permet des gains de productivité en biomasse/ha. Il est aussi un procédé de séquestration carbone, qui contrairement au boisement, ne soustrait pas la surface concernée à la production agricole. L'agroforesterie recouvre de nombreuses pratiques :
- les haies, le bocage ;
- l'agroforesterie intraparcellaire : plantation en alignement dans les cultures annuelles et prairies[3] ;
- le pré-verger : association arbre fruitier/prairie à faible densité ;
- le parcours d’élevage boisé : système agro-sylvo-pastoral (en Espagne ou au Maghreb, la dehesa) ;
- les bosquets (espace boisé de moins de 5000 m2) ;
- l'arbre champêtre isolé ;
- formations traditionnelles régionales : airial (Landes) clos-masure (Seine-Maritime).

## Étymologie
Le terme « agroforesterie » est la francisation d'un néologisme anglais, agroforestry, apparu dans les années 1970. Il peut prêter à confusion, car l'agroforesterie moderne diffère fortement de la foresterie en ce que les arbres n'occupent généralement que moins de 20 à 30 % de la surface agricole utile. Les termes traditionnels en français sont complantage ou complantation, technique culturale traditionnelle. Néanmoins le terme tend à se généraliser, du fait de sa traduction aisée : Espagnol agroforesteria, Portugais agroflorestal.

## Histoire

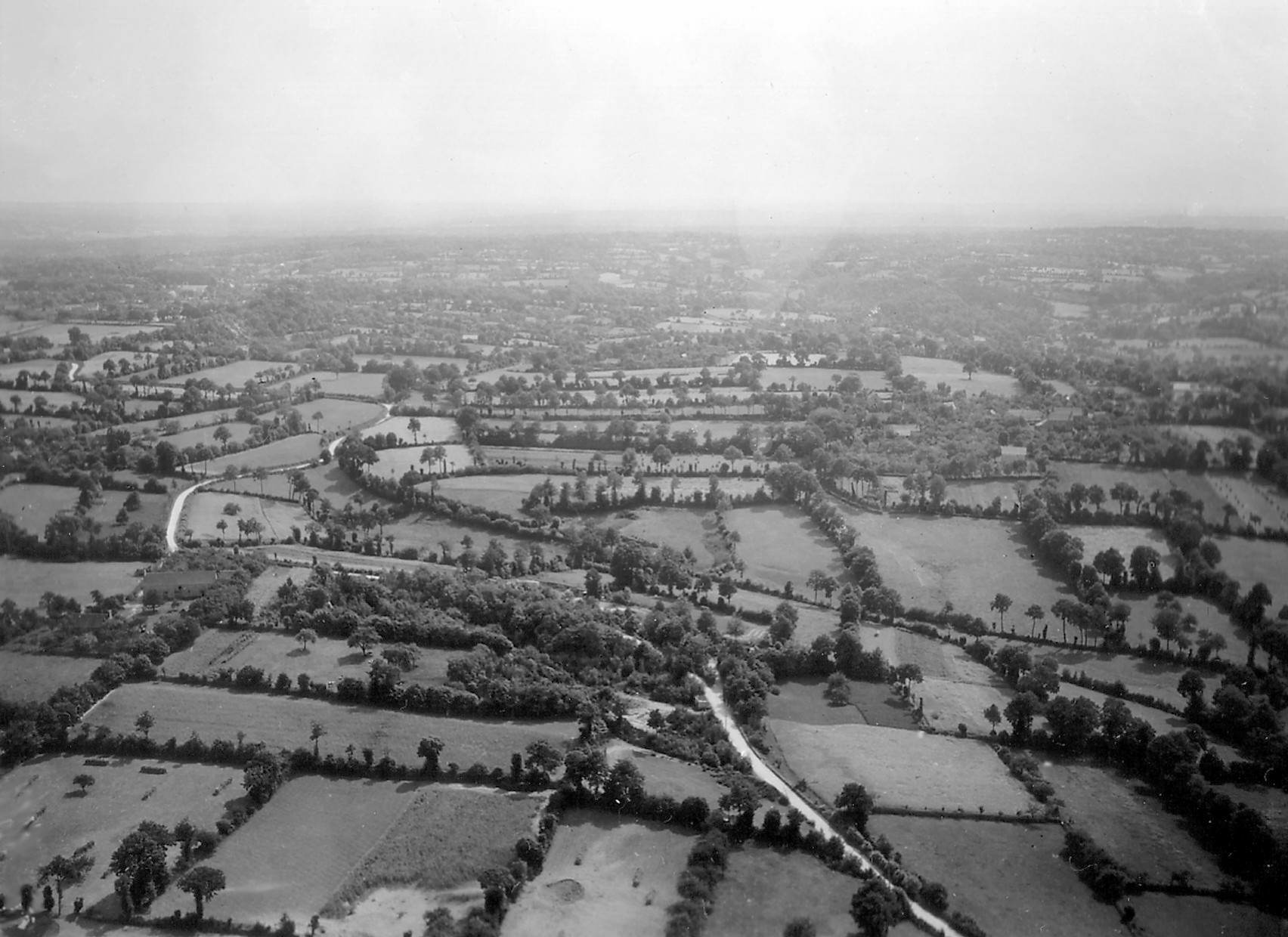
Le bocage traditionnel (ici du Cotentin, en France, vers 1945) offrait un compromis intéressant entre protection et exploitation des sols et des écosystèmes. Souvent associé à la culture de fruitiers et à l'élevage laitier, il permettait des systèmes polyculture-élevages autonomes et résilients, fonctionnant en boucle fermée, c’est-à-dire sans intrants, et sans déchets.

Au début du XXIe siècle, il y aurait dans le monde environ 160 millions d'hectares de terres arables couvertes à plus de 50 % par des arbres, soit 3,3 % des surfaces agricoles utiles (SAU), et plus d’un milliard présenterait un couvert forestier supérieur à 10 % sur cinq milliards d'hectares de SAU.
La pratique agroforestière semble exister dès la Préhistoire sous certaines formes. Elle est en tout état de cause attestée dès l’Antiquité. Ainsi, dans la Grèce antique, « on pouvait profiter des intervalles laissés entre les lignes de vignes et d'oliviers, quand ils étaient assez larges, pour y cultiver des céréales ou des légumineuses », et on utilisait souvent, dans l'antiquité grecque ou romaine, les arbres pour servir de support à la vigne (arbustra).
L'exploitation conjointe, sur une même parcelle, d'arbres et de cultures paraît importante également au Moyen Âge. Dans un ouvrage de la fin du XIVe siècle décrivant la vie quotidienne dans le nord de l’Italie, de très nombreuses illustrations attestent de pratiques agroforestières variées. Arbres et cultures y semblent inséparables : sur plus de cinquante planches agricoles, seules trois montrent des monocultures pures.
Dans les environs de Genève au XVIIIe siècle, les types de cultures ou d'occupation des sols inscrits dans le cadastre comprennent les hutins, terme local qui désigne les vignes hautes grimpant sur des arbres vivants (fruitiers ou ormes) :

« f) Hutins : céréale et vigne plantées ensemble, la dîme n'est due que sur la céréale. »

On parle parfois d'agroforêts pour désigner les milieux où des populations indigènes vivent d'un mélange d'agriculture, de jardinage et de cueillette dans les forêts, pratiqués sous la canopée ou, plus souvent, dans de petites clairières, sur brûlis, avec des pratiques qui ménagent une partie de la biodiversité et lui permettent de se reconstituer rapidement[réf. nécessaire]. Ces agroforêts couvraient au début du XXIe siècle environ 1,5 million d’hectares rien qu'en Indonésie. Dans le monde, 150 millions d’hommes, autochtones, vivent encore en forêt, presque exclusivement en zone tropicale.
L'agrosylviculture existe aussi en zones tempérée et froide. De tous temps, les animaux domestiques semblent avoir pâturé en forêt, où l'on pratiquait aussi la cueillette et le taillis. Jusqu’à la fin des années 1960, des buissons fruitiers, des arbres épars, fruitiers ou destinés à produire du bois d’œuvre ou de feu étaient encore omniprésents dans les paysages ruraux de presque toute l’Europe tempérée, en Asie, comme dans toute l’Afrique et dans de nombreuses cultures traditionnelles des pays du Sud. On les trouvait au bord des champs, dans les cultures et des pâturages, dans les zones humides pâturées, dans les fortifications, voire en forêt même.
Dans l'hémisphère nord, cerisiers, pommiers, poiriers, pruniers, noisetiers, châtaigniers, noyers, etc. ont ainsi longtemps côtoyé les animaux en pâture et les agriculteurs.
Dans les pays industrialisés, l'agroforesterie a massivement régressé au XXe siècle, en lien avec le développement d'une agriculture mécanisée. Le phénomène s'est amplifié dans la seconde moitié du XXe siècle : on estime qu'il y avait 600 millions d'arbres dans les parcelles agricoles françaises dans les années 1940-1950. Il n'en restait que 200 millions dans les années 2000.
Ce phénomène a encore été accentué en Europe avec la mise en place de la politique agricole commune (PAC), car les règlements européens, pour des raisons de facilité d'administration (non-cumul des subventions), excluaient (jusqu'en 2006) qu'une parcelle consacrée à deux productions puisse percevoir des subventions pour ces deux productions. De ce fait, la surface correspondant aux arbres présents dans les parcelles était systématiquement déduite de la surface subventionnée pour la culture présente au pied de l'arbre, ce qui a encouragé les agriculteurs à pratiquer des arrachages massifs.
Depuis 2006, la réglementation européenne a intégré les atouts de l'agroforesterie et ne pénalise plus cette pratique[source secondaire souhaitée] dans la limite de cinquante arbres à l'hectare.

## Avantages

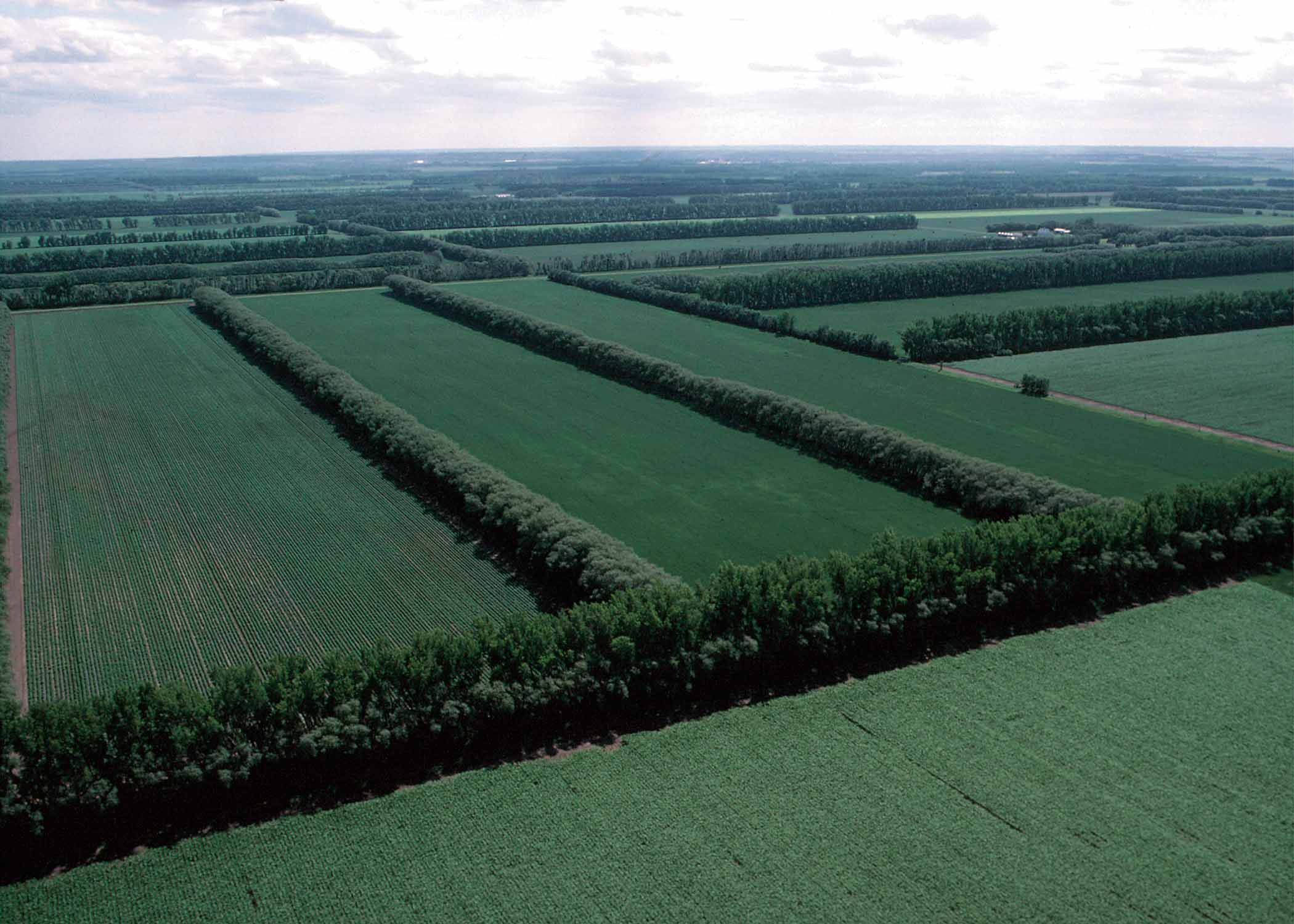
« Néobocage » protégeant des champs contre l'érosion et du vent dans le Dakota du Nord (photo de 1997). Pauvre en biodiversité parce que presque mono-spécifique et d'une même classe d'âge, cette haie sera néanmoins une source importante de bois, et éventuellement de bois raméal fragmenté.

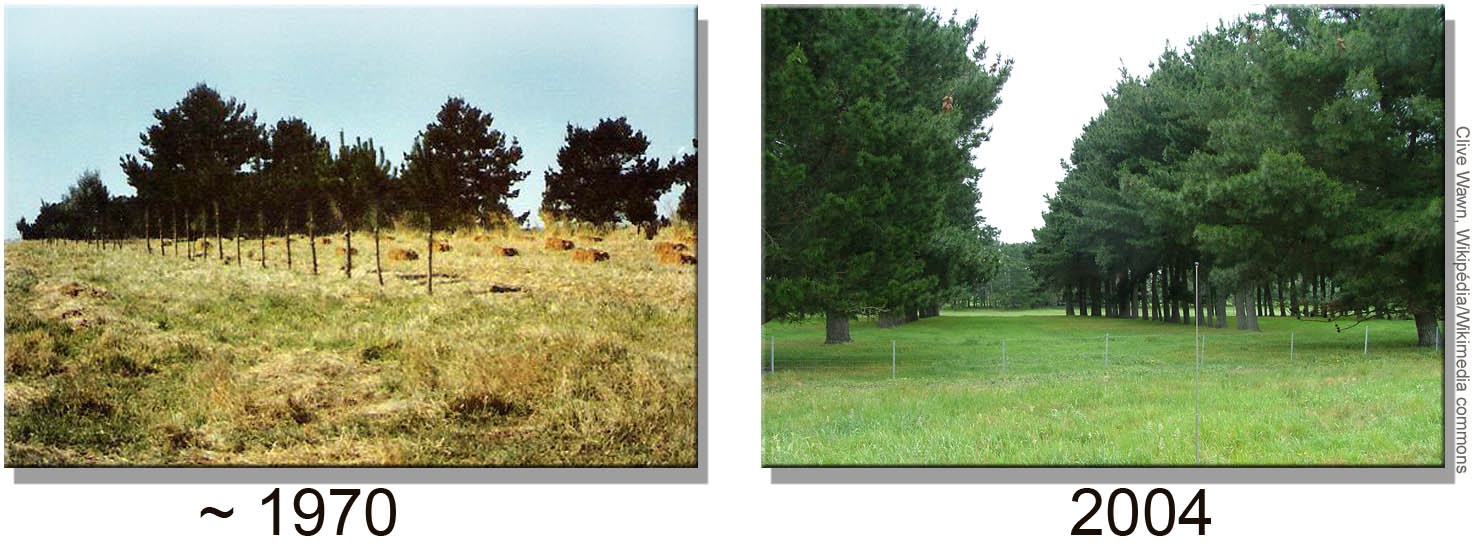
Agrosylviculture (ou sylvopastoralisme), avec pacage de mérinos sous des pins (Pinus radiata) plantés vers 1970.

Une idée testée par l'Institut national de recherche pour l'agriculture, l'alimentation et l'environnement (INRAE) était de voir si, en imitant la nature, en mélangeant des arbres et des plantes herbacées, on ne pouvait pas augmenter les rendements.
Outre ses qualités paysagères, qui ne doivent pas être négligées ne serait-ce que dans une perspective touristique, l'agroforesterie permet d'augmenter la productivité globale des terres. En effet, les arbres plantés dans une parcelle, en sollicitant une surface négligeable au sol, constituent un investissement qui permet une capitalisation. Une récolte de bois sera possible à terme. Du fait de l'association arbre/culture, la croissance de ces derniers est plus rapide qu'en forêt, mais avec une architecture très différente : on parle de port champêtre. On arrive à des rotations courtes. Exemple : douze ans en peuplier, trente ans en noyer hybride, quarante ans en érable plane ou merisier, cinquante ans en noyer commun ou cormier.
Loin d'opposer forêt et agriculture, l'agroforesterie instaure une logique de co-bénéfice. « Dans la parcelle en agroforesterie, les arbres plus espacés poussent mieux et la culture qui se trouve entre les arbres bénéficie d'un meilleur recyclage des nutriments avec l'activité intense des mycorhizes associées aux arbres. » Avec seulement 10 % de surface arborée dans une parcelle agricole on peut considérer celle-ci comme répondant aux critères de l'agroforesterie sans oublier la valeur additionnelle du carbone qu'elle intègre… Lorsqu'un arbre a atteint l'âge adulte, son apport en matière organique (matière carbonée) est 50 % supérieur à une parcelle témoin, le taux de mycorhize est bien plus important au niveau de la culture intercalaire, fournit une meilleure résistance aux aléas climatiques.
Des associations judicieuses (ex : cinquante noyers par hectare dans le blé) permettaient d'augmenter la productivité et l'effet « puits de carbone » : si, au lieu de partager une parcelle en deux parties, l'une plantée de cinquante noyers, l'autre de blé d'hiver, on pratique une association des deux espèces sur la même parcelle, la productivité de la parcelle, en biomasse, augmente de 20 à 40 %. En effet, l'énergie du soleil qui n'est plus utilisée par le blé une fois la moisson opérée au début de l'été sera rentabilisée par l'agriculteur dans la mesure où elle permettra le développement du noyer ; inversement, lorsqu'en hiver et au début du printemps, le noyer ne dispose pas encore de feuilles, l'énergie lumineuse, qui serait perdue si les noyers étaient plantés seuls sur la parcelle, est utilisée par le blé au moment de sa croissance. Les arbres agroforestiers constituent un stock non négligeable de carbone, à la fois dans leur bois, mais aussi dans le sol qui est enrichi en profondeur en matière organique par la décomposition continuelle de leurs racines fines, année après année.
Les « agroforestiers » peuvent créer des associations de plantes complémentaires, mieux en mesure de se protéger les unes les autres contre leurs parasites et de favoriser mutuellement leur développement. Le besoin d'engrais et surtout de pesticides est alors moindre qu'en agriculture intensive classique. Cependant, l'agroforesterie n'a pas nécessairement vocation à se placer dans une perspective d'agriculture biologique : elle autorise également des pratiques agricoles dites « conventionnelles ».
L'arbre a un effet protecteur des cultures (brise-vent, moindres impacts des pluies violentes, grêles et insolations excessives…). L'arbre — en compétition avec la culture dès sa plantation — enfonce naturellement ses racines plus profondément. Ce faisant, il augmente la profondeur exploitable du sol et favorise la remontée capillaire de l'eau profonde, tout en permettant aux pluies de mieux s’infiltrer pour recharger la nappe. Les arbres résistent ainsi mieux aux sécheresses et à la chaleur. Cet enracinement profond permet aussi de récupérer les nitrates en profondeur et donc de limiter la pollution des eaux. De plus, les arbres poussent plus vite car ils bénéficient à la fois d'engrais, d'irrigation et d'un éclairage optimal facilitant la photosynthèse.
Du point de vue agronomique, les arbres et leurs racines et les champignons associés permettent de lutter contre l’érosion et recharger le sol en matière organique.
Ils contribuent à lutter contre l'érosion, la salinisation et les inondations par la limitation du ruissellement responsable des pics de crue des rivières. Ils réduisent la pollution des nappes par les engrais agricoles en pompant les surplus d'azote libre.
La qualité des sols est également améliorée grâce à la litière formée par la chute des feuilles et éventuellement par le bois raméal fragmenté (BRF) que l'on peut produire à partir des tailles des arbres (haies…).
Les arbres ont un rôle majeur dans la fertilité des sols. Les feuilles tombent au sol et se décomposent. Grâce à cette décomposition, les arbres créent un humus qui favorise la création de sols fertiles. Les racines structurent également le sol en facilitant son activité biologique et en permettant au mycélium de se développer. Cela permet de diminuer les apports en intrants sur la parcelle.
Les arbres forment un filet racinaire qui passe sous les couches superficielles du sol occupées par les cultures. Les champignons qui vivent en symbiose avec ces bactéries augmentent la fertilité du sol et sa capacité à retenir et faire circuler l’eau et les nutriments, améliorant la productivité sylvicole et agricole. Un plan de gestion des haies permet d'optimiser leur valeur agrosylvicole, voire d'augmenter leur productivité.
L'espacement entre les arbres (le plus souvent alignés, afin de faciliter le passage des machines agricoles) limite leur concurrence. De ce fait, contrairement à ce qui se pratique habituellement en sylviculture, on peut planter différentes espèces au sein d'une même parcelle, ce qui permet à la fois de ne pas perdre toute la production en cas de maladie ou d'évènements touchant une espèce particulière, et de diversifier la production, avec des arbres arrivant à maturité à des moments différents.

### Agrosylviculture et biodiversité

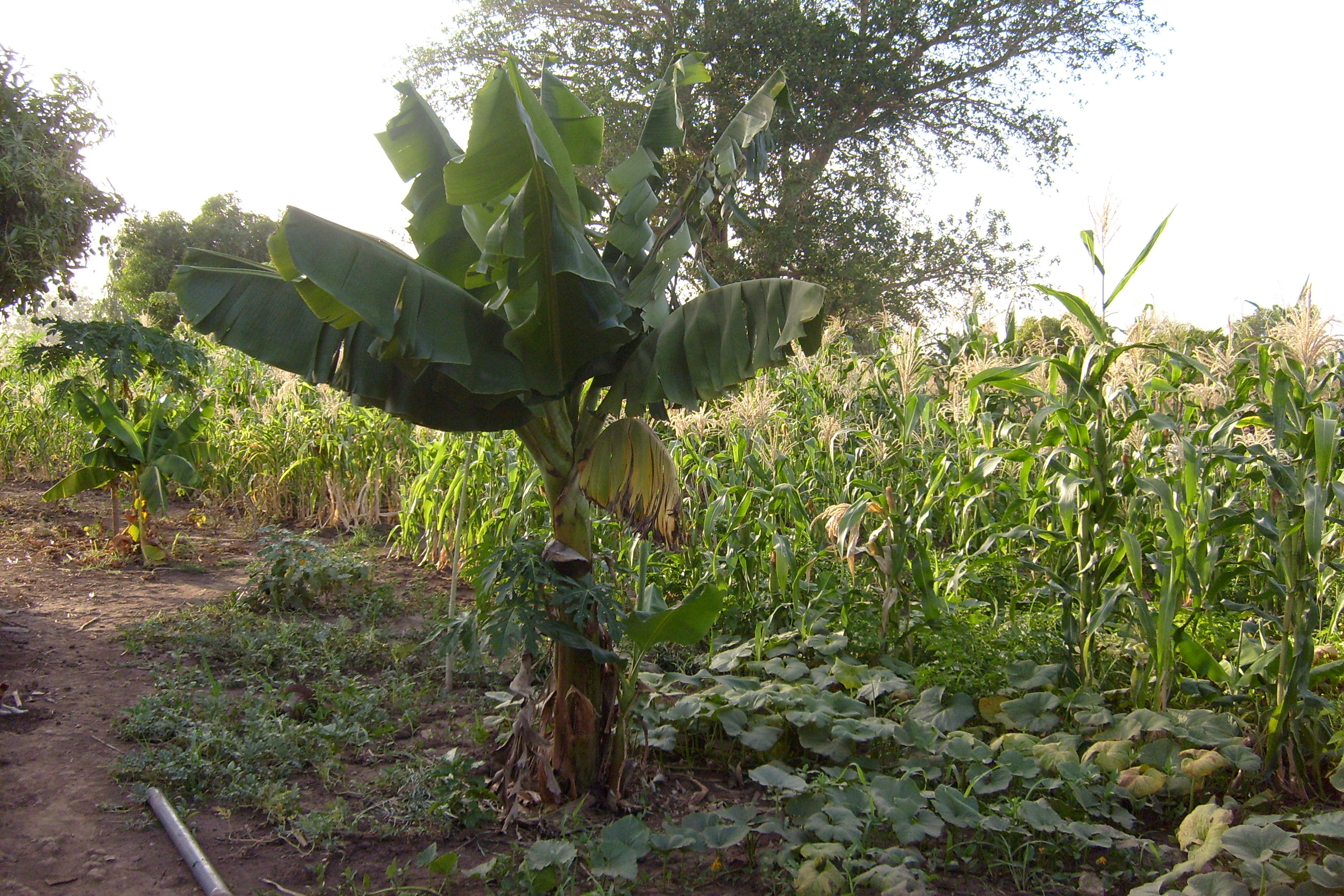
Agrosylviculture à Kédougou (Sénégal).

L'agroforesterie, comme certaines formes d'agriculture peut contribuer à la biodiversité. Par exemple, de nombreuses espèces de chauves-souris apprécient la présence des arbres et viennent donc mieux chasser les insectes qu'en plein champ. Planter des arbres dans les champs permet le retour des chauves-souris et donc une diminution de la prolifération d'insectes. De même le contexte arboré favorise le retour de prédateurs naturels d'espèces dites « nuisibles » (telles que limaces, escargots, campagnols…), ce qui limite globalement les dégâts aux cultures.
La structure du bocage, les larges haies vives (sur talus ou accompagnée d'une bande enherbée) constituent d'excellentes zones tampons, et de petits corridors biologiques. Les grands arbres épars ou certains alignements, de par leurs structures et les espèces qui les composent offrent des habitats de substitution, pour partie proches d'habitats naturels qui existaient dans les clairières et sur les lisières forestières, favorisant notamment les abeilles et d’autres pollinisateurs et de nombreux auxiliaires agricoles, surtout dans un contexte d’agriculture biologique ou d’agriculture durable. Des oiseaux insectivores, des chauves-souris, ou encore certains insectes comme les syrphes, dont les larves sont de grandes dévoreuses de pucerons et autres auxiliaires de l’agriculture réapparaissent. Quelques effets négatifs sont parfois craints (rongeurs, limaces et quelques parasites qui peut-être pourraient parfois être favorisés), mais leurs prédateurs le sont aussi. Aucune observation significative n’a confirmé de tels effets négatifs selon les spécialistes de l’agroforesterie à l'Institut national de la recherche agronomique (INRA).

### Agrosylviculture et carbone
Cette approche augmente la capacité d'un milieu à absorber et conserver du carbone, ce pourquoi elle prend un intérêt supplémentaire dans le cadre de la lutte contre le changement climatique,. À ce titre, le Club carbone forêt bois se propose en 2011 d'aussi étudier comment valoriser le carbone séquestré par l'agroforesterie. Un Label bas-carbone a ainsi vu le jour. Ce label vient également en réponse à la demande de compensation locale volontaire des émissions de gaz à effet de serre.

## Modalités d'implantation
L'exploitant prévoit obtenir diverses configurations : cultures en bandes ou allées, parcelles agricoles entourées de haies, parcs agroforestiers et jardins-forêts, cultures pérennes sous ombrage… Elles obligent à des pratiques culturales adaptées.
Pour le type de cultures associées, trois configurations principales existent, éventuellement complémentaires :
- cultures d'arbres (en rangs, en quinconce…) espacés au sein de parcelles agricoles labourées et cultivées de manière pérenne ;
- implantation de cultures (pérennes ou non) dans des clairières ou sous les arbres de parcelles boisées qui ont été éclaircies ;
- sylvopastoralisme, faisant cohabiter arbres et animaux domestiques.

## Distribution géographique

### Amérique du Sud
L'agrosylviculture est pratiquée de manière ancestrale en Amazonie allant des cultures itinérantes sous couvert forestier aux cultures intercalaires ou itinérantes (dans des clairières sur brûlis). Elle permet une production régulière, mieux abritée des UV, des pullulations de pathogènes, avec un minimum d'érosion des sols, en bénéficiant du microclimat beaucoup plus stable là où la canopée a été conservée (Wilkin, 1972). Les déchets et éléments minéraux sont recyclés sur place. Les communautés locales produisent ainsi le manioc, et de nombreuses graines, fruits, légumes, fibres, feuilles et fleurs, médicaments, résines, fourrages, bois de feu et d'œuvre, et parfois viande.
Le modèle de la taungya (cultures à l'ombre d'arbres à croissance rapide plantés en alignements) créé en Birmanie au cours des années 1860 a été testé en Amérique du Sud, au Salvador notamment avec succès, mais parfois avec des espèces introduites, qui contribuent au recul de la biodiversité (ex : culture de maïs sous alignements d’Eucalyptus deglupta dont Aguirre a montré en 1977 qu'elles étaient plus rentables et plus résistantes aux adventices que le maïs témoin cultivé seul. Des cultures intercalaires d'arbres et de légumineuses ou des cultures permanentes de café ou de cacao sont courantes en Amérique du Sud. Diverses études, relayées par la FAO montraient dès les années 1960 (Hunter et Camacho) que sous les tropiques, intercaler arbres et autres cultures augmentait les rendements. Ainsi au Costa Rica, Hevea brasiliensis pousse mieux avec le cacaoyer dont le rendement est également amélioré, par rapport aux monocultures d'hévéa ou de cacao (deux espèces originellement forestières). Dans les années 1970, on a aussi montré que des polycultures en succession produisaient plus que des monocultures avec rotation culturale[réf. nécessaire].
Des sous-espèces d’Inga, Erythrina, Dalbergia, Gliricidia sepium ou Pithecellobium saman sont couramment associées au plantain ou à des cultures extensives de tubercules et/ou légumes.
L'agroforesterie est très adaptée aux systèmes de gestion collective qui existent encore dans certains pays du sud (forêts, champs et pâturages communautaires)[réf. nécessaire]. Le cacao, le thé, le café, la vanille et la plupart des productions tropicales s'y prêtent.

### Zones arides d'Afrique et d'Australie
L'utilisation de Faidherbia albida , Leucaena leucocephala et Cytisus proliferus (tagasaste en français) semble prometteuse dans les zones arides (et même semi-désertiques en ce qui concerne le tagasaste) tropicales en agrosylvopastoralisme, ces plantes s'associant facilement avec d'autres plantes fourragères.

### Europe
Les cultures intercalaires sont devenues éligibles à la Politique agricole commune pour leur surface exacte (emprise des arbres non comprise). Sur la même parcelle, une bande boisée est éligible à la prime de compensation de perte de revenu (PCPR) sous certaines conditions (indemnité limitée pour 7, 10 ou 16 ans, selon la hauteur de tronc, l'essence…).
La commission européenne a validé les mesures agroenvironnementales portant sur la création et gestion d’habitats agroforestiers (mesures 2201 et 2202), en compensant les surcoûts dus à la présence des arbres (temps de travail supplémentaire, nettoyage de l’emprise, achat et entretien des protections des arbres, tailles…). Le contrat (renouvelable) est signé pour 5 ans. Il ne couvre pas le prix des arbres pour les créations de parcelles, mais les CTE ou la nouvelle aide aux actions forestières peuvent le faire. L’agriculteur doit planter ou conserver de 50 à 200 arbres/ha (100 au maximum s’il s’agit de peupliers ou noyers), avec une surface minimale de 0,5 ha pour les créations. En périmètre Natura 2000, s’il y a compatibilité avec les objectifs de conservation, ce qui devrait a priori être le cas le plus fréquent, les aides peuvent être majorées. En agroforesterie de culture, les arbres doivent être conduits de manière à permettre la mécanisation (troncs lisses sur 2 m de hauteur au moins). Sont éligibles notamment les fruitiers précieux (noyers, merisiers, poiriers, pommiers, sorbiers domestiques, alisiers) mais aussi les arbres champêtres tels que chênes, châtaigniers, érables, peupliers. D’autres aides permettent de compléter le dispositif par des haies vives, et certains vergers anciens, bas sont éligibles à d’autres contrats.
Ces haies et ces arbres peuvent jouer un rôle de conservatoire génétique éclaté, avec d’autres aides possibles, départements, régions, conservatoires et Diren).
Les « aides aux actions forestières » à caractère protecteur, environnemental et social prévoient, sous certaines conditions, le financement de l’agroforesterie (circulaire DERF/SDF/C2002-3010 du 7 mai 2001). La bande boisée ne peut alors bénéficier des aides agricoles PAC (CTE avec un montant minimal d’investissement de 1 000 €, pour au moins 500 m2 plantés). Le bénéficiaire peut ou non être agriculteur.
En 2001, l'Union européenne a encouragé cette pratique en maintenant la prime versée par la PAC à l'agriculteur dans le cas où il plante des arbres sur une parcelle cultivée.
Depuis 2010 uniquement, le calcul des surfaces agricoles ouvrant droit à des aides directes de l'Europe peut inclure les surfaces agroforestières, qui sont aussi admissibles aux DPU (droits à paiement unique) et à d'autres aides compensatoires. Les investissements agroforestiers sont éligibles aux subventions (jusqu'à 80 % des dépenses éligibles). Juridiquement et fiscalement, les parcelles traitées en agroforesterie relèvent en outre du statut agricole.
Dans le cadre du second pilier de la politique agricole commune, la Commission européenne a instauré pour la période 2007-2013 une mesure européenne de soutien à l'agroforesterie, qui sera vraisemblablement reconduite pour la prochaine période 2014-2020. Selon les estimations du Centre d'études, le cap des 10 000 hectares d'agroforesterie pourrait être atteint en France métropolitaine d'ici à 2013.
Projet SAFE (Silvoarable Agroforestry For Europe) : huit pays sont associés dans ce projet pour prendre en compte l'agroforesterie dans l'évolution de la Politique agricole commune vers un meilleur respect de l'environnement et élaborer un projet de directive.

#### France

##### Expérimentations et résultats en France
En France, certaines régions ont conservé une tradition de pommier bocager, de culture d'arbres épars ou d'entretien de haie vive ou de haies basses contenant quelques arbres de haut-jet.
Dans les années 1980, Christian Dupraz (ingénieur forestier à l'INRA) a étudié expérimentalement le sylvopastoralisme, d'abord en laissant des animaux pâturer des zones enherbées où des manchons protégeaient les arbres. Les premières expériences étaient de 800 arbres/ha en prairie, mais finalement, contrairement à un dogme qui voulait qu'il faille planter densément les arbres pour qu'ils poussent bien, 100 arbres/ha se sont révélés un bon taux surfacique. Le temps de travail (hors récolte des fruits quand il s'agit de fruits) est modeste (1 à 2 jours/ha/an durant les 10 à 15 premières années) auquel il faut ajouter un temps de manœuvre légèrement plus long dans les champs. Les coûts d'investissement sont modestes : 400 €/ha pour le peuplier, 500 €/ha pour le merisier, 500 à 1 000 €/ha pour le noyer (pour l'achat des plants et du matériel, et la main d'œuvre).
Vers 1995, l'INRA a été sollicité par divers propriétaires (au moment de la déprise agricole) alors qu'en 1994, le conseil général de l'Hérault lançait un appel à projets à la communauté scientifique de Montpellier pour tester des dispositifs nouveaux et à vocation pédagogique. Le domaine de Restinclières, à une quinzaine de kilomètres au nord de Montpellier, devient alors un lieu d'expérimentation important en agroforesterie méditerranéenne, avec environ 50 ha de plantations d'une vingtaine d'essences d'arbres différentes combinées à des cultures intercalaires de vigne, blé dur et colza. Environ 10 000 arbres (de 40 essences différentes) y ont été testés (noyer, merisier, poirier non greffé, cormier, alisier, érables associés à des céréales et résineux sur terrains difficiles (pins, cyprès associés à la vigne). Ce site est maintenant visité chaque année par des milliers de personnes venues de divers pays d'Europe.
Parmi les autres essences utilisables, on peut aussi citer le févier d'Amérique, le paulownia tomentosa, l'argousier et le mûrier.
L'Europe, via la « mesure 222 » intégrée en France dans le programme de développement rural hexagonal (PDRH), encourage la restauration de couverts arborés en milieu de culture, mais non l'inverse (introduction de cultures ou d'animaux dans des zones déjà boisées).
En 2012 selon le Réseau rural agroforestier français (RRAF), 960 000 ha d’agroforesterie étaient recensés en France métropolitaine (en progression de 0,7 % par an, mais de manière très inégale selon les régions ou sous-régions).
En 2014, le Conseil général de l'alimentation, de l'agriculture et des espaces ruraux (CGAAER) a été chargé par le ministre de l'Agriculture de montrer comment « l'arbre et la haie contribuent à la performance écologique mais aussi économique des exploitations agricoles ». En avril 2015, il a travaillé sur les freins à l'agroforesterie,, et a contribué à un plan de développement de l’agroforesterie, basé sur 23 actions, et coordonné par le ministère de l'Agriculture et de l'Alimentation (DGPE), sur la période 2015-2020.
Elles portent notamment sur la connaissance des systèmes agroforestiers et de leurs bénéfices économiques, la formation, le conseil, une simplification des aides, une certification du bois « agroforestier ».
Cette même année a débuté en Picardie une expérimentation dite SCA0Pest (pour Système de cultures agroforesté sans (0) pesticide) avec l'Institut Lasalle, sur son exploitation pour tester in situ et sur plusieurs années les performances de durabilité d'un système de cultures agroforesté à zéro pesticide, en lien avec le réseau national DEPHY-Ecophyto.
En 2015 a été constitué sous l'égide du ministère de l'Agriculture un Réseau rural agroforestier français (RRAF).

##### Législation en France
En Europe l'agroforesterie peut être subventionnée à certaines conditions, notamment environnementales (Conditionnalité PAC et écoéligibilité peu à peu introduite dans la PAC pour renforcer son pilier environnemental).
En France, la première législation d'envergure sur l'agroforesterie a été prise à Mayotte par l'ordonnance 92-1140 du 12 octobre 1992 relative au Code forestier applicable dans la collectivité territoriale de Mayotte (J.O. 16 octobre, p. 14446, et qui figure maintenant sous le titre de Code forestier de Mayotte dans le site légifrance). Plus récemment la circulaire du ministère de l’alimentation, de l’agriculture et de la pêche, DGPAAT/SDBE/SDFB/C2010-3035 du 6 avril 2010 Agroforesterie, NOR : AGRT1009394C rassemble toutes les informations pouvant être utiles aux services pour faciliter la mise en œuvre de systèmes agroforestiers de façon à répondre aux défis auxquels fait écho le programme Objectif Terre 2020. Elle a pour objectif également de présenter la nouvelle mesure 222 du PDRH et les modalités de sa mise en œuvre (v. bibliographie).
Ailleurs en France, depuis juin 2010, chaque parcelle agroforestière peut être considérée comme une surface d'équivalence topographique et sont donc comme surface agricole et admissibles[pas clair] aux droits à paiement unique (DPU) sous réserve du respect des règles d’entretien spécifique.
Les vergers fruitiers ou double fin (fruit et bois) qui sont déclarés en tant que tels sont admissibles pour l’activation de DPU.
Les chênes truffiers ne sont pas admissibles mais le couvert entre les chênes pourra être déclaré en application des règles « parcelles boisées ».
Une parcelle boisée est considérée comme agricole dès lors que le nombre d’arbres par hectare est inférieur ou égal à 30. Elle est alors éligible aux aides couplées, pour la totalité de sa surface, y compris l’emprise des arbres (quelle que soit leur disposition au sein de la parcelle cultivée mais hors cas de peuplement sous la forme de bosquet) et y compris l’espace intercalaire non cultivé situé entre les arbres d’une même ligne ou rangée.
S'il y a plus de 30 arbres/ha, « seule la surface intercalaire cultivée sera admissible et le cas échéant éligible », mais pour les cultures fourragères, une densité supérieure d’arbres d’essences forestières est admise (« fixée par arrêté préfectoral, lorsque des motifs écologiques ou environnementaux déterminés par cet arrêté le justifient. Le fait de définir ces parcelles comme agricoles, permettra d’activer des DPU avec les surfaces correspondantes »).
La règle des 50 arbres/ha ne concerne pas les surfaces occupées par des éléments pris en compte comme particularité topographique, comme l'agroforesterie.
Pour l'agrosylviculture, il n'y a plus de limite de 50 arbres/ha au-delà de laquelle il faut décompter les surfaces !
En outre, l'article 34 prévoit (« sans préjudice de l’article 34 (2) du règlement (CE) n°73/2009 relatif aux parcelles ayant bénéficié des aides au boisement (cf. point 4.1. couverts admissibles) », qu'une parcelle boisée est considérée comme une parcelle agricole aux fins du régime d’aide « surfaces » sous réserve que les activités agricoles visées à l’article 2 c) du règlement (CE) n°73/2009 ou, le cas échéant, que la production envisagée, puissent se dérouler comme elles se dérouleraient sur des parcelles non boisées situées dans la même zone.

### Guide de bonnes pratiques
- Association Agroforesteries, Arbres et Haies Champêtres (AFAHC) et Région Occitanie (plan Noé climat), « L'arbre et la haie champêtres en Occitanie, Guide de bonnes pratiques », 2009, 40 p. (lire en ligne [PDF], présentation Carole Delga (prés. région), consulté le 25 novembre 2022).
- Fabienne Mary (CNEARC) (dir.) et François Besse (Cirad-Forêt), Guide d'aide à la décision en Agroforesterie, Coopération française, CTA, ministère de la Coopération, GRET éditeur, collection Le Point-1996, tomes 1 (1996, 302 p. présentation en ligne) et 2 (1995, 284 p. présentation en ligne).

### Vidéographie
- AGROOF scop, « AGROFORESTERIE », 2019 (voir en ligne, sur YouTube, consulté le 25 novembre 2022)  — Catalogue de 150 vidéos sur l'agroforesterie, classées en 17 thématiques.
- (pt + en) Oriane Descout, « Agrofloresta da Reserva do Ibitipoca », 2015 (voir en ligne, consulté le 25 novembre 2022).  — Une vidéo en portugais et sous-titrée en anglais sur une expérience d'agroforesterie dans le Minas Gerais (Brésil).
- Christian Dupraz (INRA, unité SYSTEM), « Agroforesterie tempérée : intensification écologique décortiquée à l'aide d'outils de simulation innovants », séminaire, 2011, Cirad, Inra, Ird et Montpellier SupAgro en partenariat avec Agropolis International (voir en ligne, consulté le 25 novembre 2022).  — Agroforesterie « virtuelle » (simulée).
- Évelyne Leterme (Conservatoire végétal régional d'Aquitaine), « Vers un verger agroforestier? », 2012 (voir en ligne, consulté le 25 novembre 2022).  — Réhabilitation des arbres fruitiers anciens.